# غو إيتشينوسي
غو إيتشينوسي (一之瀬剛 إيتشينوسي غو) هو ملحن ياباني.

## أعماله في ألعاب الفيديو
- سلسلة ألعاب بوكيمون
  - بوكيمون غولد/سيلفر
  - بوكيمون كريستال
  - بوكيمون روبي/سافاير
  - بوكيمون فاير ريد/ليف غرين
  - بوكيمون إيميرالد
  - بوكيمون دياموند/بيرل
  - بوكيمون بلاتينوم
  - بوكيمون هارت غولد/سول سيلفر
  - بوكيمون بلاك/وايت
  - بوكيمون بلاك 2/وايت 2
  - بوكيمون إكس/واي
  - بوكيمون أوميغا روبي/ألفا سافاير
- دريل دوزر
- سوليتيبا

## وصلات خارجية
- غو إيتشينوسي على موقع IMDb (الإنجليزية)
- غو إيتشينوسي على موقع ميوزك برينز (الإنجليزية)
- غو إيتشينوسي على موقع ديسكوغز (الإنجليزية)